# 博福特鎮區 (北卡羅萊納州加特利縣)
博福特鎮區（英語：Beaufort Township）是位於美國北卡羅萊納州加特利縣的一個鎮區。

## 地方資料
博福特鎮區的面積為114.47平方千米，當中陸地面積為107.34平方千米，而水域面積為7.13平方千米。根據2020年美國人口普查的數據，當地共有人口8681人，而人口密度為每平方千米75.84人。